# Holky z Derry
Holky z Derry (v anglickém originále Derry Girls) je britský teenagerský sitcom vytvořený a napsaný Lisou McGee, který měl premiéru 4. ledna 2018 na televizní stanici Channel 4. Nejúspěšnější komedie kanálu od dob seriálu Otec Ted byla inspirována vlastními zkušenostmi autorky z dob dospívání v Derry v Severním Irsku během posledních let konfliktu v Severním Irsku.

## Produkce
Seriál Holky z Derry produkovala britská produkční společnost Hat Trick Productions pro televizní stanici Channel 4, mezinárodní distribuci zajistila streamovací platforma Netflix. Seriál se natáčel v Severním Irsku, přičemž většina scén se natáčela v Derry, některé v Belfastu.

## Synopse
Seriál sleduje osudy Erin Quinnové (Saoirse-Monica Jackson), její sestřenici Orly (Louisa Harland), jejich kamarádek Clare (Nicola Coughlan), Michelle (Jamie-Lee O'Donnell) a jejího anglického bratrance Jamese (Dylan Llewellyn) v různých peripetiích dospívání během Konfliktu v Severním Irsku (tzv. Troubles). Nesourodá skupina hrdinů navštěvuje církevní školu Our Lady Immaculate College, fiktivní dívčí katolickou střední školu založenou na skutečném Thornhill College, kde sama McGee studovala. Přátelé se často ocitají v absurdních situacích, které vedou k bláznivým dobrodružstvím uprostřed politických nepokojů a kulturních rozdílů 90. let.

## Obsazení
| Saoirse-Monica Jackson | Erin McQuinn            |
| Louisa Harland         | Orla McCool             |
| Nicola Coughlan        | Clare Devlin            |
| Jamie-Lee O`Donnell    | Michelle Mallon         |
| Dylan Llewellyn        | bratranec James Maguire |
| Siobhán McSweeney      | Sestra Michael          |
| Ian McElhinney         | Joe McCool              |

## Dobové a kulturní reference
Ačkoli dějové linie seriálu jsou smyšlené, série často odkazuje na skutečné události severoirského konfliktu a mírový proces v Severním Irsku, včetně oznámení o příměří s IRA v roce 1994 a návštěvy prezidenta Billa Clintona a první dámy Hillary Clintonové v roce 1995. Archivní záběry týkající se klíčových politických osobností, jako jsou Ian Paisley, Gerry Adams a John Hume, jsou součástí televizního vysílání v domácnostech hlavních hrdinech a jejich rodin. Soundtrack obsahuje populární hudbu té doby včetně The Cranberries, Sinead O`Connor, Ace of Base, Blur, Cypress Hill, Salt-N-Pepa, nebo The Corrs.

## Uvedení
První série, vysílaná na Channel 4 v lednu a únoru 2018, se stala nejsledovanějším seriálem v Severním Irsku od začátku sledování návštěvnosti v roce 2002. Série byla uvedena krátce po odvysílání pilotní epizody a druhá série byla vysílána v březnu a dubnu 2019. Třetí a poslední série byla naplánována na rok 2020, nicméně natáčení bylo zpožděno kvůli pandemii covidu-19. Natáčení třetí série skončilo 21. prosince 2021, následně byla uvedena v premiéře na stanici Channel 4 v dubnu 2022. Derry Girls inspirovala autory nástěnné malby (muralu) s portréty hlavních postav namalované na zdi baru a restaurace Badgers v Derry, která se stala oblíbenou turistickou atrakcí.